# Camp Delta

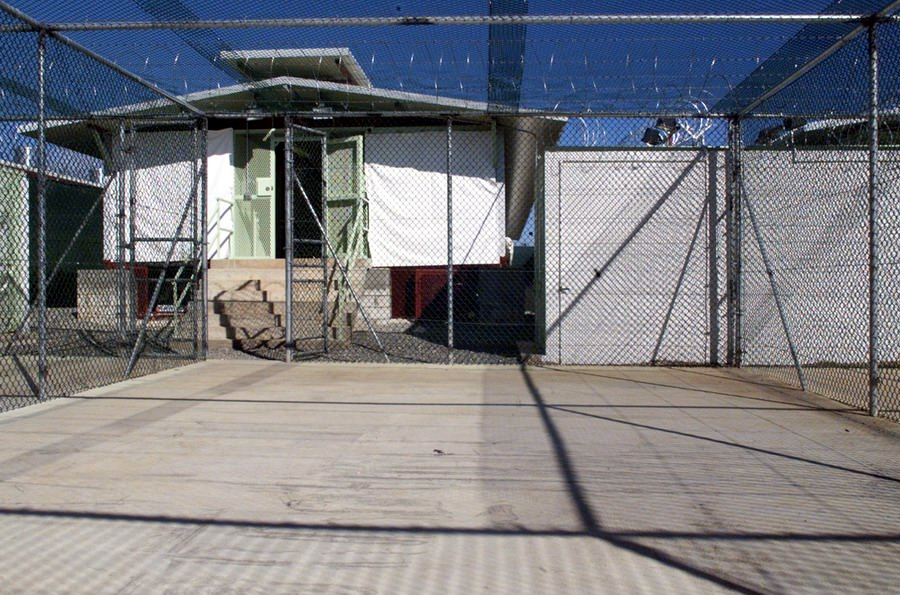
Une cour d'exercice et de promenade du camp Delta en 2002. Le bloc de détention se situe derrière avec les stores blancs.

Le camp Delta est un centre de détention permanent situé dans la baie de Guantanamo à Cuba, remplaçant les installations temporaires du camp X-Ray. Il est situé dans la zone de la baie contrôlée par les États-Unis. Ces premières installations sont construites entre le 27 février et mi-avril 2002. Il est composé de 6 camps, chacun ayant une spécialisation soit dans le type de détenus enfermés soit dans sa destination. Les prisonniers, dénommés détenus, n'ont pas de droits clairement établis, à cause de la localisation du camp à l'extérieur du sol américain. De nombreuses allégations de tortures et de sévices sur les prisonniers ont été rapportées.
La majorité des forces de sécurité sur place sont des membres de la police militaire de l'US Army ainsi que des capitaines d'armes de l'US Navy.
Les camps possèdent différents équipements et niveaux de confort. Les restrictions sont levées en fonction de la coopération des détenus avec les gardes et les responsables des interrogatoires, à l'exception des nouveaux venus qui se retrouvent toujours en sécurité maximale au camp 3. Par la suite, les prisonniers coopératifs sont déplacés vers le camp 2 puis vers le camp 1 comme récompense. Quand ils présentent des signes de coopération et ne présentent pas de problème de sécurité, ils peuvent être déplacés vers les bâtiments du camp 4, qui possèdent des douches et des lavabos, ainsi que quatre pièces de vie commune de 10 places chacune. Au camp 4, chaque détenu a droit à un lit et un casier. Ils peuvent aussi manger ensemble alors que dans les autres camps ils sont isolés. De plus, au camp 4, les prisonniers sont habillés avec des tenues blanches, contrastant avec les uniformes orange portés par ceux des autres camps. Enfin, en plus de ces avantages, les détenus du camp 4 ont droit aussi à des compléments alimentaires en adéquation avec leur régime, ainsi qu'à des temps de douche et d'exercice plus longs.

## Sources
- (en) Cet article est partiellement ou en totalité issu de l’article de Wikipédia en anglais intitulé « Camp Delta (Guantanamo Bay) » (voir la liste des auteurs).